# Сом звичайний
Сом звича́йний, або європе́йський (Silurus glanis) — риба з роду сом (Silurus) ряду сомоподібних (Siluriformes). Прісноводна донна річкова риба, що живе на глибоких ділянках річок, глибоких протоках і старицях, в озерах і водосховищах, також у солонуватих водах лиманів. Найбільша прісноводна риба в Європі. Цінна промислова риба.

## Зовнішні ознаки

Голова сома.

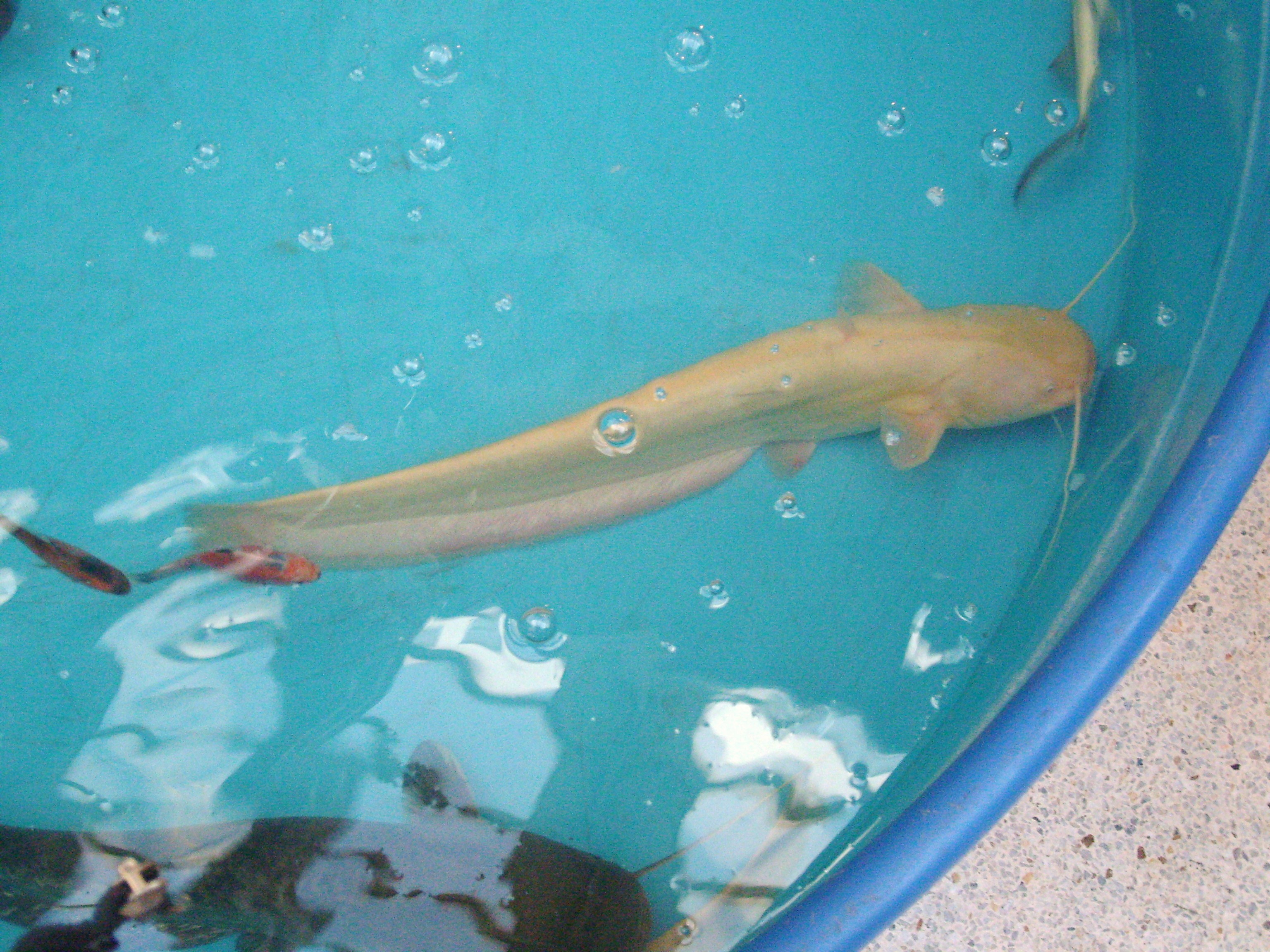
Сом-альбінос.

За зовнішніми ознаками сома легко відрізнити від усіх інших риб. У нього величезна тупа голова, велика паща зі «щіткою» — кількома рядами дрібних загнутих всередину зубів. Сом має двоє вусів на верхній щелепі і чотири вусики — на нижній. Вуса є своєрідними щупальцями, за допомогою яких сом відшукує їжу навіть у темряві. Очі в сома дуже маленькі. Сом має довгий анальний плавець, що переходить у довгий хвостовий плавець. Жировий плавець відсутній, непарні плавці не мають шипів. Тіло зверху темне, черево світле. Сом має колір, відповідний типу ґрунту, на якому він мешкає: наприклад, «піщані» соми — світліші, «кам'яні» — темніші. Іноді трапляються соми-альбіноси.
Тіло голе, без луски, покрите шаром слизу.
Сом звичайний — не тільки найбільший за розміром у роді сом, а й одна з найбільших прісноводних риб на планеті та найбільша прісноводна риба в Україні. Довжина тіла сомів може сягати 5 м, вага — 100 кг у віці 80–100 років. Останніми роками соми більші за 100 кг не виловлюються. Причиною цьому є значний промисловий пресинг і браконьєрство. Існує чимало інформації про гігантських сомів, що сягають 250—300 кг, але документальних підтверджень існування таких сомів немає.

## Поширення

### Природний ареал
Поширений у Європі на схід від Рейну в Південній та Східній Європі, у басейнах Балтійського, Чорного, Каспійського і Аральського морів, Ладозького та Онезького озер. Мешканець прісних вод, проте може виходити на нагул у солону воду морів. Надає перевагу теплій воді; чим північніше, тим соми трапляються в меншій кількості і меншого розміру. Ареал на півночі обмежений Ленінградською областю та півднем Фінляндії, де соми рідко досягають ваги 10 кг.
В Україні живе в басейнах всіх річок. Найчисельніший у пониззі Дунаю, Дністрі, у басейні Дніпра. У західних районах нечисельний, трапляється в гірських течіях до висоти 400 м. Також трапляється в окремих ділянках Чорного моря, зокрема був помічений біля острова Зміїний.

### Місця інтродукції

Сом, пійманий у Рейні (Німеччина).

Інтродукований до багатьох акваторій Євразії. Історія вселення розпочалась у 1865 р., коли сер Лейкман вселив 14 молодих сомів з Дунаю до Англії. У 1857 р. була невдала інтродукція сома до Франції (вдале вселення проведено тільки у 1960-х роках).
У 1900 р. в Італії сом був випадково випущений з риболовних ставків у зовнішнє середовище. У 1957 р. перший екземпляр виловлений у річці Адда (басейн річки По), протягом подальших 20 років вид поширився басейном річки По. Також вселився до озера Гарда у 1956 р.. У подальші роки сом заселив водойми західної Європи (Німеччини, Франції, Португалії, Данії, Нідерландів, Бельгії). До Іспанії сом був заселений у 1980—1989 рр. з басейну Дунаю, наразі поширений у басейні річки Ебро Серед азійських країн сом вселений до прісних вод Туреччини, Казахстану, Сирії, Китаю. Також відомий у північній Африці.

## Живлення
Молодь живиться донними безхребетними, ікрою і дрібними рибами. Дорослі — типові хижаки: полюють на риб, великих донних безхребетних, часто на амфібій, рептилій, водоплавних птахів і дрібних ссавців. Загалом здобич сома не є вибірковою, основою його раціону є масові придонні види в певній водоймі. Як і щука, сом — прекрасний санітар водойм: він з'їдає хворих і ослаблих риб. Про сома також відомо, що він є канібалом, тобто поїдає молодь свого виду.
Шукає їжу сом за допомогою нюху, дотику, слуху та сприймання електромагнітних імпульсів. Зір у сома дуже слабкий.
Розповсюджені описи випадків нападу на людей, як полювання, не мають документальних підтверджень. Хоча, великий сом дійсно може напасти на людину, яка необережно зайшла у воду у місці, де підростає молодняк сома, який батько залишається захищати після нересту.

## Розмноження

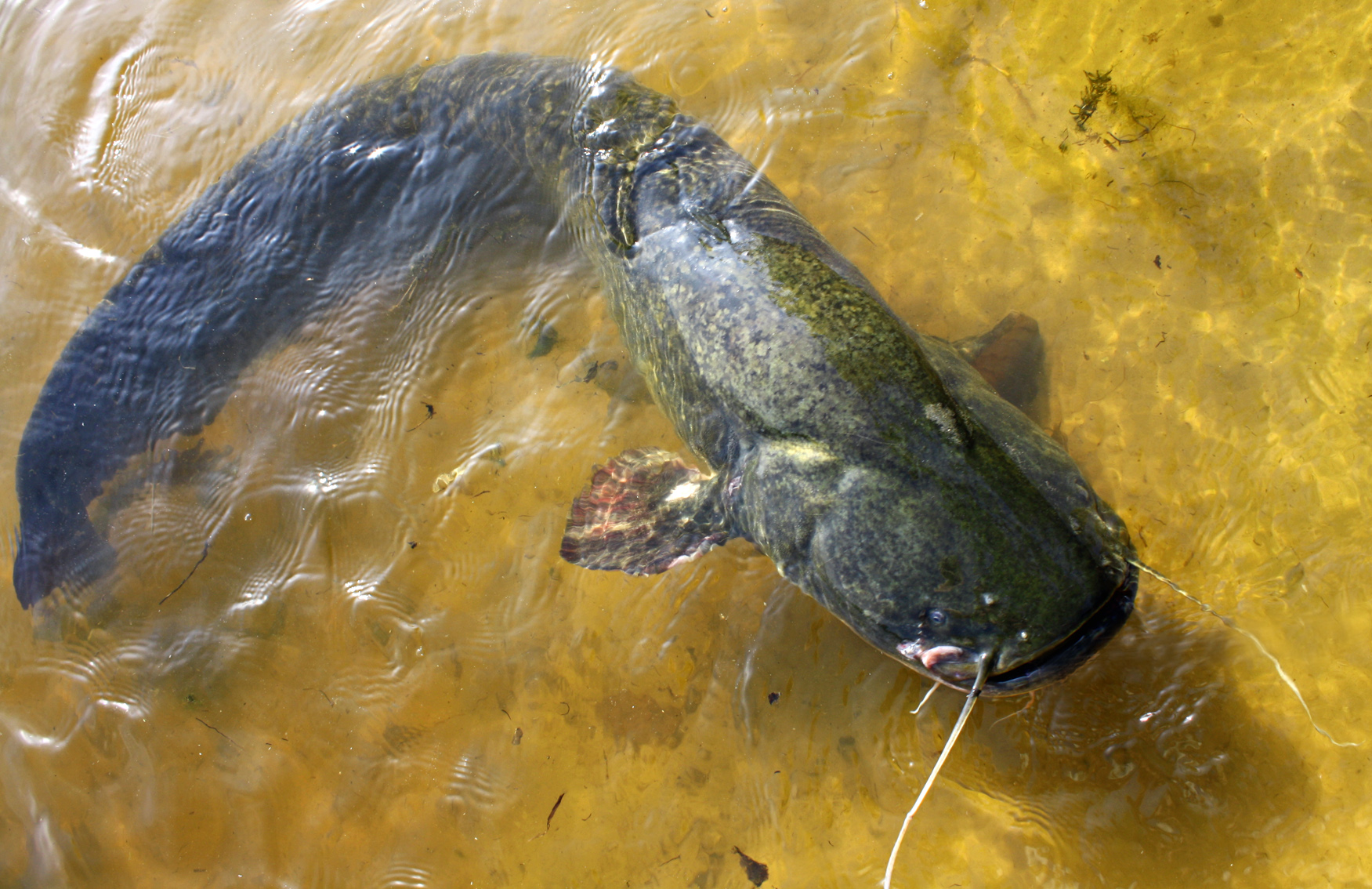
Сом вагою 15 кг, Дніпро біля с. Ходорів (Миронівський район).

Статева зрілість сома настає на 3–4-му році життя (при вазі 1–2 кг), нерест починається після прогрівання води до 20 °C. У пониззі Дніпра нерест триває з середини травня до середини червня. У ті ж терміни нерест спостерігається й у інших регіонах України і залежить переважно від метеорологічних (температура води насамперед) і гідрологічних (сила паводка) умов. Нерест парний, відбувається на глибинах 0,4–2,5 м за температури 18–25 °C. Самиця відкладає ікру на неглибоких ділянках зі слабкою течією або зовсім без течії у вириті в ґрунті заглиблення. Зазвичай нерестовища розташовані у прибережній зоні на глибині 40–50 см на ділянках із м'якою водною рослинністю. Водні рослини використовуються як субстрат для нересту, а також як природний фільтр для води і схованки для молоді.
Плодючість сомів — 140—278, максимально до 1380 тис. ікринок. Вважається, що самці охороняють ікру до появи мальків. Ікринки мають блідо-жовте забарвлення. Період інкубації ікри залежить від температури води і триває в середньому близько 2,5 доби. Після нересту соми переходять на глибину, до місця літніх стоянок і починають активно живитись. Післянерестовий жор — найактивніший. Триває він майже до середини літа, потім поступово знижується, а за перших нічних заморозків сом зовсім припиняє живитися.

## Спосіб життя

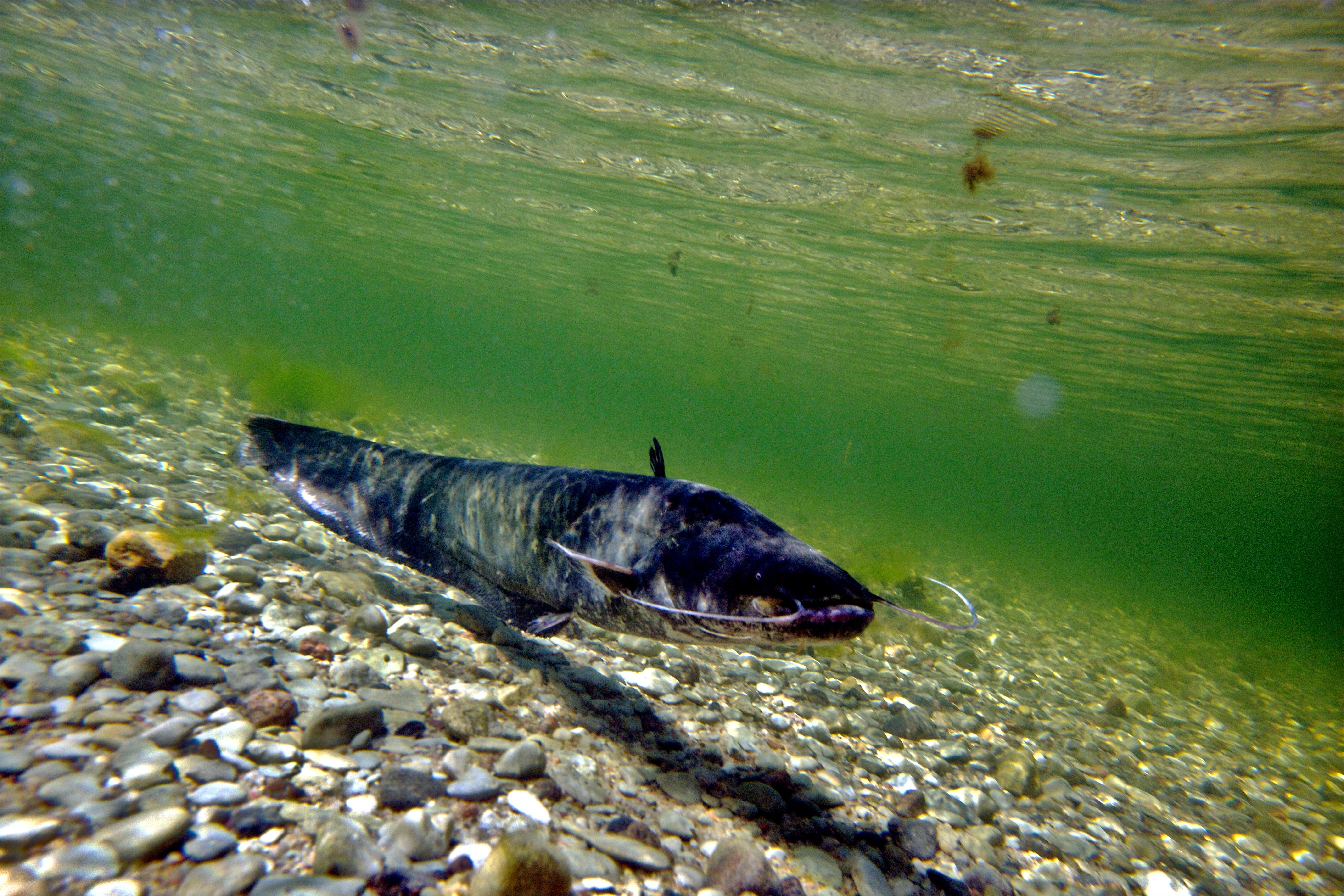
Сом у природному середовищі, Балтійське море, Естонія.

Зазвичай все життя проводить в одній ямі, якщо тільки надзвичайні обставини не змусять його шукати інше місце (як, наприклад, пошуки їжі, нерестові та зимувальні міграції). Сом веде одиночний спосіб життя, лише деяке скупчення можна спостерігати в зимувальних ямах (іноді по кілька десятків, а то й сотень особин) або у масивних укриттях (повалені дерева, затоплені судна тощо). Перші 2–3 роки молоді соми також воліють триматися зграями, зазвичай спостерігається це в багатих кормом місцях. Соми ведуть переважно нічний спосіб життя. У спекотні дні можуть виходити до поверхні води. Вони дуже чутливі до холоду. Соменята — рухливіші й часто активні вдень. Вночі у пошуках корму соми виходять на мілководдя до берегів. Сом не любить каламутну воду і тому в дощову погоду, коли в річку надходить каламутна вода, він прагне піти з ями до поверхні. Присутність сомів у водоймі іноді можна виявити за поодинокими голосними сплесками протягом ночі.

## Паразити та хвороби
Інформація про хвороби й паразитів сома відома із досліджень, проведених як на вільноживучих популяціях, так і, головним чином, в аквакультурі. Відзначено значну уразливість ікринок сома до бактерій, грибків, паразитів, а також через їх споживання водними комахами, такими як личинки жуків і бабок. Дорослі тварини є носіями різних бактерій, зокрема представників родів Flavobacteria, Aeromonas і Vibrio. Серед еукаріотичних паразитів відомо понад 50 видів, серед яких різні види найпростіших, як-от Apicomplexa, також нематоди, цестоди і паразитичні ракоподібні. Найбільших втрат аквакультура сома зазнає від інфузорій роду Ichthyophthirius. 1989 року був описаний специфічний вірус сома — ESV, Ranavirus Iridoviridae. Крім того, сом також чутливий до вірусів родини Rhabdoviridae, як-от збудник весняної віремії коропа. У природі негативний вплив паразитів на організм сома і його захворюваність значною мірою залежить від стану зовнішнього середовища, зокрема забруднення або нестачі кисню, в той час як в аквакультурі наявність паразитів може негативно вплинути на молодь культивованої риби і навіть спричинити її загибель.

## Господарське значення

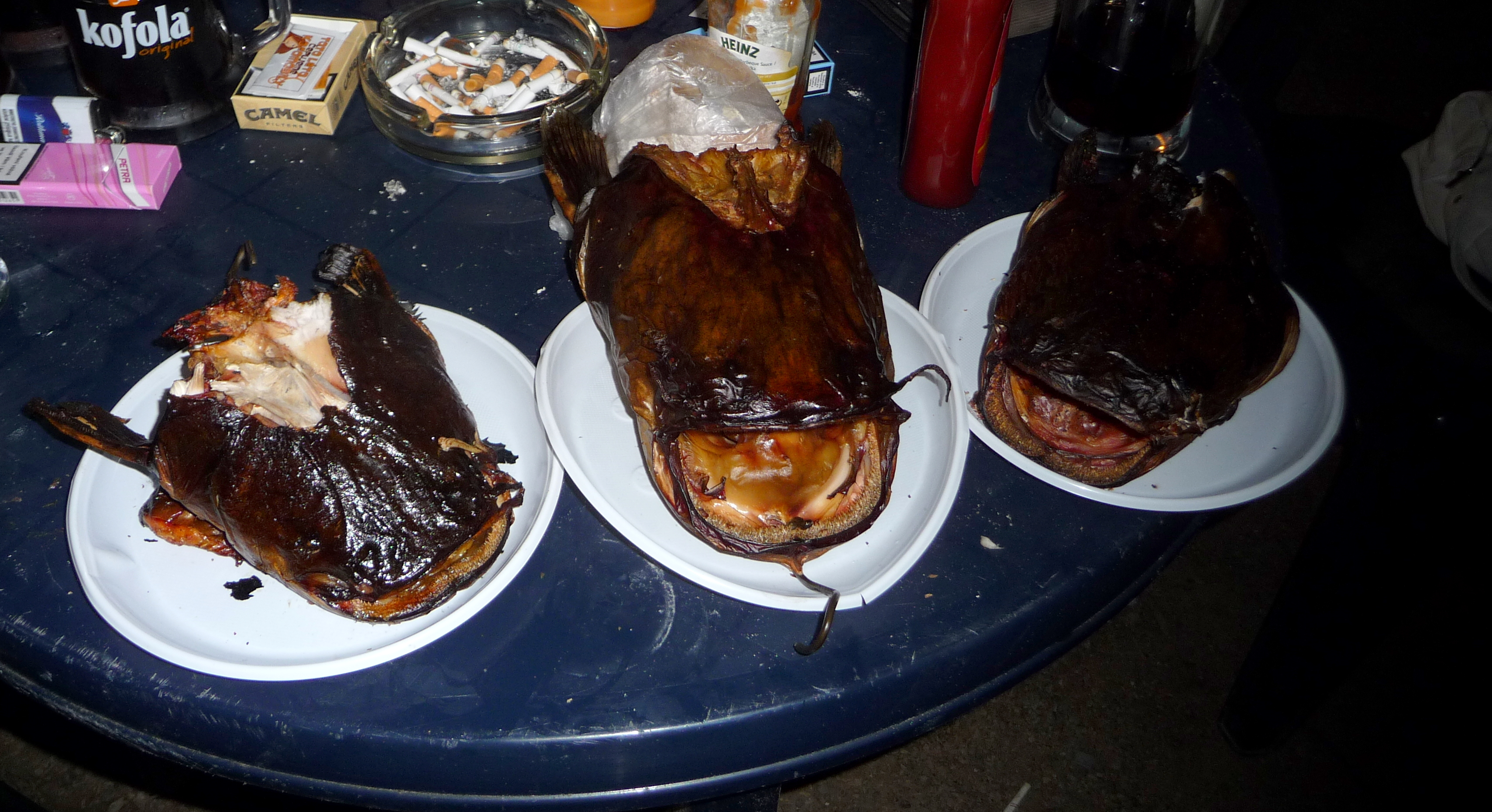
Копчені голови сома.

Сом — цінна промислова риба, має ніжне, смачне, жирне м'ясо. Жирність м'яса коливається в межах 4–11 %. Калорійність м'яса перевищує таку в ляща, судака, коропа, кількість білка у ньому сягає 15 %.
Значення сома у водоймі неоднозначне. З одного боку, він знищує малоцінні види риб, які є конкурентами в живленні промислових видів, також виїдає слабких і хворих риб, виконуючи таким чином роль біологічного санітара водойми. З іншого боку, при досягненні великих розмірів (понад 90–120 см) сом може шкодити рибному господарству, знищуючи цінних промислових риб, тому його чисельність слід регулювати промисловим ловом.
Утім, активний промисловий лов сома призвів до зниження чисельності його популяції в багатьох водоймах, таких як дельта Дунаю, Дніпро, Волга, водойми Середньої Азії.
Районами промислового лову сома звичайного в Україні є Дніпро, його пригирлова частина, а також Азовське море, Сіверський Донець, Дністер і Дунай. Згідно з офіційною статистикою, у 1930-х рр. на Середньому Дніпрі питома вага цієї риби в уловах становила від 3,6 до 5,6 %, що відповідає 211—333 т на рік. У 1950-х рр. його добування, як і більшість дніпровських риб, знизилось та становило 97 т на рік. Однак у 60-х роках різко пішла вгору, досягнувши рекордних для Дніпра значень 377 т на рік. У подальшому обсяги вилову неухильно падали. У 1970-х рр. було виловлено тільки 76 т, в 80-х — 63,2 т, 90-х — 13,7 т.
Особливо вражаюче падіння обсягів вилову сома в Україні представлене в матеріалах FAO. У 1989—1990 рр. в усіх водоймах у середньому добували 2070 т цієї риби, у 1991—1995 рр. обсяги вилову були вже у 10 разів менше 191 т, а в 1996—2001 рр. вони впали до 1,8 т, а це означає, що вони скоротилися більше, ніж у 1000 разів!

### Аквакультура сома
Завдяки своїй екологічній пластичності та неперебірливості в їжі сом став об'єктом товарного вирощування у ставкових господарствах у балканських країнах і Угорщині. В Україні сома вирощують як у монокультурі, так і в полікультурі з дволітками та трилітками коропа та рослиноїдних, оскільки сом не живиться одновіковим коропом та рослиноїдними рибами. Кінцева маса товарних дволіток сома у господарстві становить 700—1000 г. Плідникам роблять триразову внутрішньом'язову ін'єкцію суспензії гіпофізу ляща. Співвідношення статей при штучному розмноженні становить 1:2, робоча плодючість становить 12-36 тис. ікринок на кілограм маси тіла, а відсоток запліднення — 82-98 %.
Інкубація ікри здійснюється в апаратах Вейса. Молодь вирощують у басейнах та лотках при проточності із розрахунку 5-6 л/хв. Рентабельність штучного розведення й вирощування сома в полікультурі становить 7 %.

### Аматорський і спортивний лов

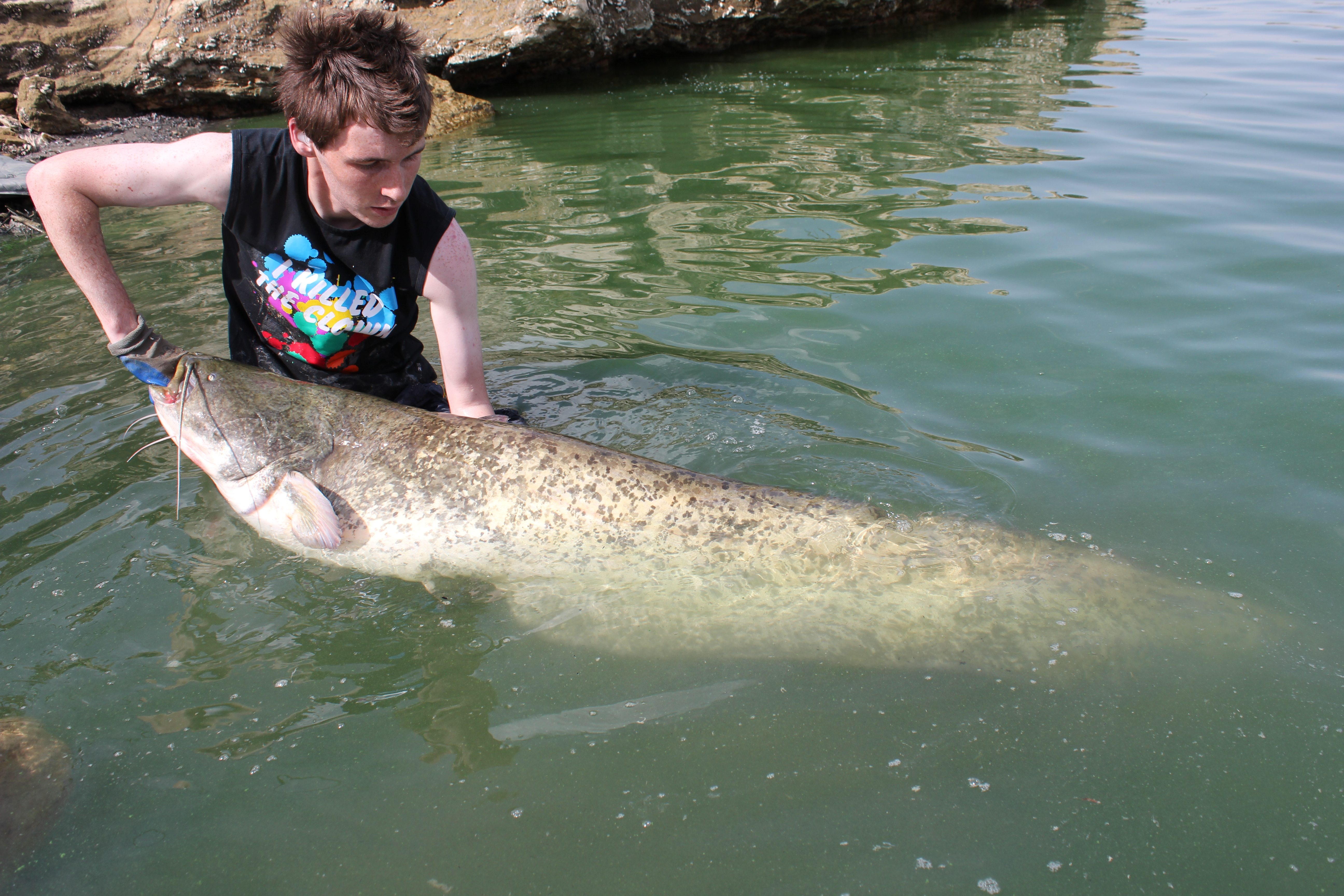
Сом, впійманий на нудлінг у річці Ебро, Іспанія.

Сом — один із найпопулярніших об'єктів аматорської та спортивної риболовлі. Сома ловлять з берега або човна. Сомова риболовля належить до категорії «біґ ґейм» (англ. Big game, «велика здобич»), тобто найвищої категорії складності.

#### Збереження популяції
Багато рибалок-сомятників сповідують принцип «спіймав — відпусти». Це сприяє збереженню популяції сома, що особливо важливо в умовах майже неконтрольованого в Україні браконьєрського вилову. У деяких країнах, наприклад в Іспанії, відпускати спійманого сома — обов'язково.

#### Снасті
Для вилову сома використовують лише найміцніші снасті, серед яких найпоширеніші бренди: Fin-Nor, Penn, MAD, Black Cat, Uni Cat. Особливо популярними є гачки — Gamakatsu та Owner. Для вилову дрібного сома з берега використовують також коропові та серфові (призначені для лову у смузі прибою) снасті.

#### Приманки та наживки
Найпопулярнішими наживками при ловлі сома є молюски, жаби, живець, м'ясні та морепродукти, важкі блешні та силіконові приманки. Дрібного сома найчастіше ловлять на дощового черв'яка. Специфічним для сома є спосіб ловлі «на квок». Для ловлі сома адаптовано традиційні коропові наживки — пелетс та бойли — ароматні шматочки, що прив'язуються до гачка.

#### Географія
Найпопулярнішими місцями спортивної ловлі сома є північна Іспанія (річка Ебро), Італія (річка По), Казахстан, Німеччина. На річці Ебро проводять регулярні змагання з ловлі сома. У США практикується ловля сома руками — нудлінг, щоправда, таким чином ловлять далекого родича європейського сома — сома оливового (Pylodictis olivaris).

## Сом у міфології та культурі
У слов'янський міфології сом звичайний асоціювався із міфічним божком природи — водяником, котрий сам міг набувати образу велетенського сома. Звідси виникла і народна назва риби — «риба водяного». Люди вважали сома небезпечною істотою, що міг топити з поверхні води качок, гусей, собак і навіть маленьких дітей. У словнику-довіднику «Слов'янський світ» наведено ще одну народну назву сома — «чортів кінь». За переказами, це величезний сом, на якому їздить водяник під час оглядин своїх володінь і який йому приносить потопельників. Ось чому в деяких місцевостях цю рибу не вживали в їжу, виловленого сома не можна було сварити, аби не почув водяник і не помстився за нього. Згідно із Танахом, сом — нечиста риба, адже не має луски.
На Запоріжжі існувала легенда, згідно з якою предком запорозьких козаків був вусатий сом, а саме слово «сом» означало чаклун або чарівник.

### Сом у літературі та фольклорі
Образ сома використовувався в українських народних легендах, переказах та казках: «Сом», «Легенда про Сома». За свою характерну зовнішність і поведінку про сома згадується в народних прикметах, загадках, приказках та повір'ях:
 

Сому вусатому, сумно самому.

Щука сома не з'їсть.

Ловили, ловили, та й піймали сома.
 

Не людина, і не звір - а вусатий.

Вусатий велет, під мостом

Перед грозою б'є хвостом.

Ляже й спить на глибині

З шаром мулу на спині,

Тільки вуса повертає,

Що навколо – все він знає!
Українські письменники також зверталися у своїх творах до цієї риби: Григір Тютюнник у «Степовій казці», Лущевська Оксана у «Пригодах сома на ім'я Сіромаха», Олександр Петрович Ємченко у «Пригодах чорного сома», Лесь Подерв'янський у п'єсі «Діана» та Остап Вишня в оповідці «Сом».

### Сом у філателії
Сом звичайний зображений на поштових марках деяких європейських держав:

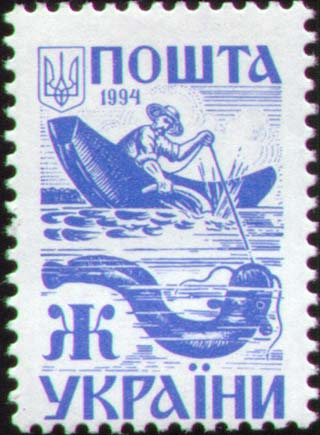
Поштова марка України.